# Daniel McKenzie
Daniel McKenzie (ur. 24 października 1988 w Reading) – brytyjski kierowca wyścigowy.

## Kariera

### Formuła BMW
Daniel karierę rozpoczął w roku 2003 od startów w kartingu. Dwa lata później zadebiutował w serii wyścigów samochodowych – Mistrzostwach Radical SR4 Biduro. Zdobyte punkty sklasyfikowały go na 4. miejscu.
W sezonie 2006 McKenzie awansował do Brytyjskiej Formuły BMW. W pierwszym sezonie startów Brytyjczyk dwukrotnie sięgnął po punkty (na Oulton Park oraz Donington Park), dzięki czemu zmagania zakończył na 21. pozycji. W drugim podejściu, w zdecydowanie bardziej konkurencyjnym zespole Fortec Motorsport, punktował we wszystkich ukończonych wyścigach. Najlepiej spisał się podczas sobotniego startu na torze Thruxton, gdzie uplasował się na czwartej lokacie. Zdobyte punkty sklasyfikowały go na 11. miejscu.
Daniel zaliczył również pojedynczy start w niemieckim cyklu. Na tamtejszym obiekcie w Hockenheim, w pierwszy wyścigu dojechał na dwudziestej pozycji, natomiast w drugim był jedenasty. Dzięki zdobytym punktom znalazł się na 30. lokacie. W latach 2006–2007 Brytyjczyk wystartował także w Światowym Finale tej kategorii, jednakże bez sukcesu.

### Formuła Renault
W roku 2008 Daniel reprezentował ekipę Fortec zarówno w europejskiej oraz zachodnioeuropejskiej edycji Formuły Renault. W pierwszej z nich był jednak daleki od zdobycia punktów, a podczas zmagań na węgierskim torze Hungaroring nie zdołał zakwalifikować się do wyścigów. W Formule Renault WEC 2.0 jedyne punkty odnotował w pierwszym starcie na portugalskim torze w Estoril, plasując się na siódmej pozycji. Cztery punkty sklasyfikowały McKenziego na 23. miejscu.

### Formuła 3
Z 2009 roku McKenzie awansował do Brytyjskiej Formuły 3, gdzie również ścigał się w zespole Fortec. Ścigając się w klasie narodowej, Daniel sięgnął po tytuł mistrzowski, po zwyciężeniu 11 z 20 rozegranych wyścigów. Pod koniec sezonu Brytyjczyk wystartował także w prestiżowym wyścigu o Grand Prix Makau, jednak nie zdołał dojechać do mety.
W drugim podejściu Daniel był jednym z zawodników głównego cyklu. Anglik czterokrotnie znalazł się w pierwszej trójce, z czego dwukrotnie na najwyższym stopniu. Poza tym sięgnął po pole position w ostatniej sesji kwalifikacyjnej, na torze Brands Hatch. Dzięki zdobytym punktom rywalizację ukończył na 9. lokacie.

### Formuła Renault 3.5
W sezonie 2011 Brytyjczyk zadebiutował w Formule Renault 3.5. Ścigając się w zespole Comtec Racing, Daniel nie zdołał jednak zdobyć punktów w żadnym z rozegranych wyścigów. Najwyżej sklasyfikowany został w ostatnim starcie, na hiszpańskim torze Circuit de Catalunya, gdzie zajął dwunaste miejsce.

### Formuła 2
Na sezon 2012 McKenzie przeniósł się do Formuły 2. Dwukrotnie stanął na podium – drugi podczas sobotniego wyścigu na torze Circuit de Spa-Francorchamps oraz trzeci w pierwszym wyścigu na torze Circuit Paul Ricard. Z dorobkiem 95 punktów został sklasyfikowany na 9 pozycji w klasyfikacji generalnej.

## Statystyki
| Sezon | Seria                                       | Zespół                              | Wyścigi | Zwycięstwa | PP | NO | Podium | Punkty | Poz. koń. |
| ----- | ------------------------------------------- | ----------------------------------- | ------- | ---------- | -- | -- | ------ | ------ | --------- |
| 2005  | Mistrzostwa Radical SR4 Biduro              | RPM Motorsport                      |         |            |    |    |        |        | 4         |
| 2006  | Brytyjska Formuła BMW                       | Promatecme – RPM                    | 20      | 0          | 0  | 0  | 0      | 3      | 19        |
| 2006  | Światowy Finał Formuły BMW                  | Fortec Motorsport                   | 1       | 0          | 0  | 0  | 0      | N/A    | 20        |
| 2007  | Brytyjska Formuła BMW                       | Fortec Motorsport                   | 18      | 0          | 0  | 0  | 0      | 402    | 11        |
| 2007  | Niemiecka Formuła BMW                       | Fortec Motorsport                   | 2       | 0          | 0  | 0  | 0      | 20     | 30        |
| 2007  | Światowy Finał Formuły BMW                  | Fortec Motorsport                   | 1       | 0          | 0  | 0  | 0      | N/A    | NS        |
| 2008  | Formuła Renault WEC 2.0                     | Fortec Motorsport                   | 15      | 0          | 0  | 0  | 0      | 4      | 23        |
| 2008  | Europejski Puchar Formuły Renault 2.0       | Fortec Motorsport                   | 12      | 0          | 0  | 0  | 0      | 0      | 36        |
| 2009  | Brytyjska Formuła 3 (klasa narodowa)        | Fortec Motorsport                   | 20      | 11         | 6  | 11 | 19     | 351    | 1         |
| 2009  | Grand Prix Makau                            | Fortec Motorsport                   | 1       | 0          | 0  | 0  | 0      | N/A    | NS        |
| 2010  | Brytyjska Formuła 3                         | Fortec Motorsport                   | 30      | 2          | 1  | 1  | 4      | 109    | 9         |
| 2011  | Formuła Renault 3.5                         | Comtec Racing                       | 17      | 0          | 0  | 0  | 0      | 0      | 30        |
| 2012  | Formuła 2                                   | Motorsport Vision                   | 16      | 0          | 0  | 0  | 2      | 95     | 9         |
| 2013  | Blancpain Endurance Series - GT3 Pro-Am Cup | Beechdean AMR / Aston Martin Racing | 3       | 0          | 0  | 0  | 0      | 0      | NS        |
| 2014  | European Le Mans Series - GTE               | JMW Motorsport                      | 5       | 0          | 0  | 0  | 4      | 70     | 4         |

## Wyniki w Formule Renault 3.5
| Legenda oznaczeń w tabelach wyników Wyświetl szablon na nowej stronie | Legenda oznaczeń w tabelach wyników Wyświetl szablon na nowej stronie                                                                     |
| Oznaczenie                                                            | Wyjaśnienie |
| --------------------------------------------------------------------- | --- |
| Złoty                                                                 | Zwycięzca lub mistrzostwo |
| Srebrny                                                               | 2. miejsce lub wicemistrzostwo |
| Brązowy                                                               | 3. miejsce lub II wicemistrzostwo |
| Zielony                                                               | Ukończył, punktował (w klasyfikacji generalnej, gdy zdobył co najmniej jeden punkt na przestrzeni sezonu, poza trzema powyższymi opcjami) |
| Niebieski                                                             | Ukończył, nie punktował (w klasyfikacji generalnej, gdy nie zdobył co najmniej jednego punktu na przestrzeni sezonu)                      |
| Czerwony                                                              | Nie zakwalifikował się (NZ) |
| Czerwony                                                              | Nie prekwalifikował się (NPK) |
| Różowy                                                                | Nie ukończył (NU) |
| Różowy                                                                | Niesklasyfikowany (NS) (w klasyfikacji generalnej, gdy nie został sklasyfikowany w żadnym wyścigu sezonu)                                 |
| Czarny                                                                | Zdyskwalifikowany (DK) |
| Czarny                                                                | Wykluczony (WYK/EX) |
| Biały                                                                 | Nie wystartował (NW) |
| Biały                                                                 | Kontuzjowany (K/INJ) |
| Biały                                                                 | Wyścig odwołany (OD/C) |
| Bez koloru                                                            | Został wycofany (WYC/WD) |
| Bez koloru                                                            | Nie przybył (NP/DNA) |
| Bez koloru                                                            | Nie brał udziału w treningach (NT/DNP) |
| Bez koloru                                                            | Nie został zgłoszony (–) |
| Pogrubienie                                                           | Start z pole position |
| Kursywa                                                               | Najszybsze okrążenie wyścigu |
| †                                                                     | Nie ukończył, ale jego rezultat został zaliczony ze względu na przejechanie więcej niż 90% dystansu wyścigu.                              |
| *                                                                     | Sezon w trakcie |
| 1/2/3                                                                 | Punktowana pozycja w sprincie kwalifikacyjnym                                                                                             |
| Lista systemów punktacji Formuły 1                                    | |

| Rok  | Zespół        | Wyniki w poszczególnych eliminacjach | Wyniki w poszczególnych eliminacjach | Wyniki w poszczególnych eliminacjach | Wyniki w poszczególnych eliminacjach | Wyniki w poszczególnych eliminacjach | Wyniki w poszczególnych eliminacjach | Wyniki w poszczególnych eliminacjach | Wyniki w poszczególnych eliminacjach | Wyniki w poszczególnych eliminacjach | Wyniki w poszczególnych eliminacjach | Wyniki w poszczególnych eliminacjach | Wyniki w poszczególnych eliminacjach | Wyniki w poszczególnych eliminacjach | Wyniki w poszczególnych eliminacjach | Wyniki w poszczególnych eliminacjach | Wyniki w poszczególnych eliminacjach | Wyniki w poszczególnych eliminacjach | Punkty | Pozycja |
| ---- | ------------- | ------------------------------------ | ------------------------------------ | ------------------------------------ | ------------------------------------ | ------------------------------------ | ------------------------------------ | ------------------------------------ | ------------------------------------ | ------------------------------------ | ------------------------------------ | ------------------------------------ | ------------------------------------ | ------------------------------------ | ------------------------------------ | ------------------------------------ | ------------------------------------ | ------------------------------------ | ------ | ------- |
| 2011 | Comtec Racing | ARA                                  | ARA                                  | BEL                                  | BEL                                  | ITA                                  | ITA                                  | MON                                  | DEU                                  | DEU                                  | HUN                                  | HUN                                  | GBR                                  | GBR                                  | FRA                                  | FRA                                  | CAT                                  | CAT                                  | 0      | 30      |
| 2011 | Comtec Racing | 18                                   | 23                                   | 19                                   | 17                                   | 13                                   | NU                                   | 15                                   | 15                                   | 20                                   | 18                                   | 22                                   | 17                                   | NU                                   | 18                                   | NU                                   | 17                                   | 12                                   | 0      | 30      |